# Regeneratie (biologie)

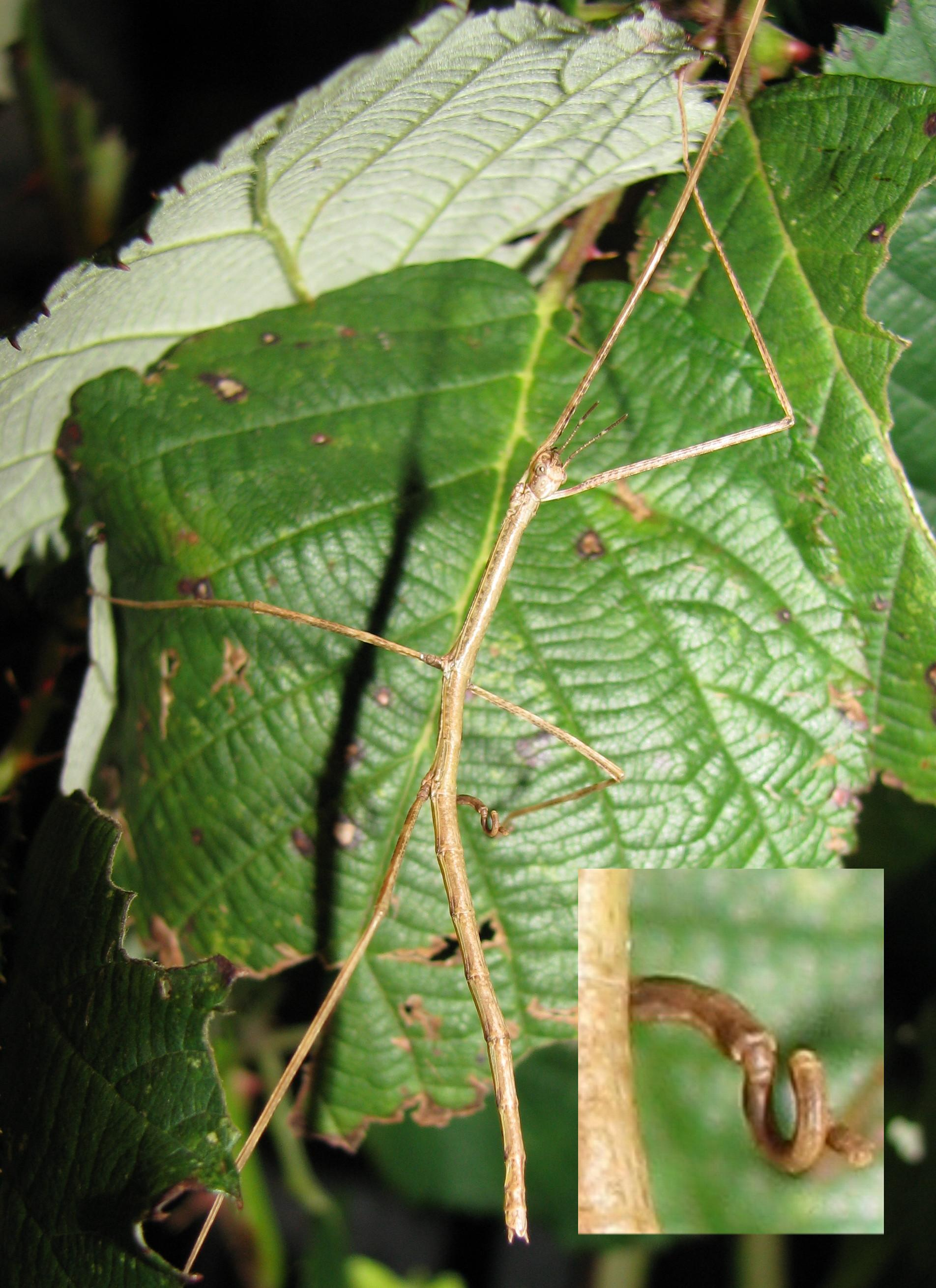
Regeneratie van de rechterachterpoot van een L 2 (2e larvale stadium) larve van de wandelende tak Phobaeticus serratipes.

Regeneratie is het biologische (fysiologische) verschijnsel waarbij beschadigde delen (organen) van een dierlijk organisme volledig worden hersteld. Het komt ook weleens voor dat dieren bij predatie ter verdediging sommige lichaamsdelen opofferen, zoals hagedissen die de staart afwerpen, maar dit wordt autotomie genoemd; het vermogen lichaamsdelen los te laten, waarna uit de stomp een klein aanhangsel groeit. Ook het genezen van de menselijke huid door littekenweefsel is geen regeneratie, omdat er geen volledig herstel plaatsvindt; de originele cellen worden slechts vervangen door bindweefsel.
Regeneratie werkt bij verschillende diersoorten op verschillende manieren, hoewel de basisprincipes hetzelfde zijn.
Na amputatie zijn de stappen van regeneratie in chronologische volgorde als volgt:
- Wondheling: Het vlak van amputatie wordt afgedekt, zodat de wond niet geïnfecteerd of verder beschadigd raakt;
- Blasteemvorming: Stamcellen of gedifferentieerde cellen vormen een structuur, die zich zal specialiseren in de verschillende te vervangen organen en weefsels;
- Expansie: De blastemen groeien uit tot een zowel morfologische als functionele replica van het geamputeerde lichaamsdeel of helpt bij de wondgenezing.

## Regeneratie bij dieren
Bij dieren komt het verschijnsel regelmatig voor. In de meeste gevallen, zoals kikkers, salamanders en kreeft- en insectachtigen, betreft het alleen vervanging van ledematen. Bij de laatste twee groeit deze aan door vervelling,  bij de anderen geleidelijk. Maar er zijn ook extremere vormen, zoals:
- bij regenwormen groeit één afgegeten deel weer aan, mits de voorkant grotendeels onbeschadigd blijft (maximum 4 segmenten van de voorkant kunnen zich herstellen via regeneratie, het herstelvermogen aan de achterzijde is veel groter);
- de zebravis kan indien nodig zijn vinnen regenereren. Al één tot twee weken na amputatie heeft de vin weer zijn oorspronkelijke lengte. De regeneratietijd is bij de zebravis temperatuurafhankelijk. Bij 33 °C gaat de regeneratie twee keer zo snel als bij 25 °C;[1]
- zeekomkommers spugen bij predatie het gehele darm- en vaatstelsel uit om een vijand 'een koekje' te geven, waarna het dier ervandoor gaat en de organen worden gerepareerd ofwel vervangen;
- een wandelende tak is, net zoals de meeste aanverwanten (orde Phasmida) en insecten met een nimf-stadium (alle insecten die meermaals vervellen), regeneratief. Een jong dier dat een poot verliest vervelt vaker en heeft een grotere kans op volledige regeneratie, dit geldt tevens voor krab- en kreeftachtigen;
- de axolotl (Ambystoma mexicanum), een neotene salamandersoort uit Mexico, is de bijzonderste vorm. Deze dieren kunnen zelfs beschadigde nieren, zenuwen en hersenen herstellen. Ook als beschadigde organen van andere individuen worden geïmplanteerd, vindt herstel plaats. Door dit grote regeneratieve vermogen worden deze dieren veel onderzocht in medische laboratoria, met het oog op biotechnologische toepassingen ten behoeve van de mens;
- veel holtedieren kennen regeneratie zoals sponzen en kwallen; na scheuring kan meestal één levensvatbaar deel aangroeien.

Bij zoetwaterpoliepen (Chlorohydra) die ook in België en Nederland voorkomen, groeien de aparte delen, indien deze groot genoeg zijn, weer volledig aan tot twee of meer nieuwe dieren. De poliep, die eruitziet als een knopje met lange tentakels, kan dit zelfs sturen. Daarom is ook dit een vorm van ongeslachtelijke voortplanting, net zoals bij planten. Het is echter wel vaker moeilijk te bepalen of het nu gaat om ongeslachtelijke voortplanting of regeneratie; zeesterren kunnen meerdere armen tegelijkertijd missen, alles groeit weer aan als oorspronkelijk, maar als een deel van de schijf mee wordt afgescheurd, kan er een heel nieuwe zeester uit groeien,  zoals bij kwallen.
Bij muizen is al langer bekend dat ze hun bovenste vingerkootjes kunnen regenereren. Een bepaalde stam muizen, namelijk de Murphy Roths Large (MRL)-muizen, is echter in staat veel meer te regenereren. De onderzoekers die met deze muizen werkten hebben dit per ongeluk ontdekt doordat de muizen gemerkt werden met een gat in hun oor. Een aantal dagen later waren de muizen echter niet meer te herkennen, omdat deze gaten waren dichtgegroeid. Uit verder onderzoek is gebleken dat deze muizen ook beschadigingen aan het hart en aan de wervelkolom kunnen herstellen met minimale vorming van littekenweefsel. Deze ontdekking is voor de medische wetenschap een stap richting menselijke regeneratie.

## Regeneratie bij mensen
Ook bij de mens komt regeneratie voor, namelijk in de lever. Zelfs als een derde van de lever wordt getransplanteerd, kan deze weer uitgroeien tot de oorspronkelijke grootte. Ook als vervetting van levercellen plaatsvindt, door bijvoorbeeld alcoholisme, is het proces omkeerbaar; levercirrose echter niet, doordat levercellen door bindweefsel worden overwoekerd.
Bij jonge kinderen komt het voor dat vingertopjes nog geheel kunnen worden hersteld. Ook de longcellen van kinderen kunnen zich nog delen, waardoor kapotte cellen kunnen worden vervangen zonder dat de longcapaciteit afneemt. 
De mens heeft pas in de afgelopen decennia ontdekt hoe regeneratie werkt, namelijk met stamcellen, die onder andere in het beenmerg worden aangemaakt. Een stamcel is een 'basiscel' die via celdifferentiatie uit kan groeien tot welke cel dan ook, en zelfs verschillende soorten beschadigde weefselcellen kan lokaliseren en vervangen, met uitzondering van hersen- en zenuwcellen. De tak van de regeneratieve geneeskunde die zich hiermee bezighoudt, de stamceltherapie, maakt een stormachtige ontwikkeling door, maar omdat stamcellen het beste uit embryo's worden verkregen, zijn er ethische bezwaren. Andere takken van de regeneratieve geneeskunde zijn gentherapie, ontwikkelen van functionele biomaterialen en weefselengineering.

## Regeneratie bij planten
Bij planten komt regeneratie zoals bij dieren niet voor. Planten hebben meristeem en knoppen, die bestaan uit groeibeginsels (primordia).
Bomen kunnen wel wonden overgroeien.
Ook kan uit een enkel klein deel van een plant, een stek genoemd, een volledig nieuwe geslachtsrijpe plant groeien, het is daardoor een vorm van ongeslachtelijke voortplanting. Ook kan uit één cel via weefselkweek een geheel nieuwe plant groeien, maar dat wordt ook vegetatieve vermeerdering genoemd.